# Cantone di Le Fumélois
Il Cantone di Le Fumélois è una divisione amministrativa dell'Arrondissement di Villeneuve-sur-Lot.
È stato costituito a seguito della riforma approvata con decreto del 26 febbraio 2014, che ha avuto attuazione dopo le elezioni dipartimentali del 2015.

## Composizione
Comprende i 19 comuni di:
- Anthé
- Blanquefort-sur-Briolance
- Bourlens
- Cazideroque
- Condezaygues
- Courbiac
- Cuzorn
- Fumel
- Lacapelle-Biron
- Masquières
- Monsempron-Libos
- Montayral
- Saint-Front-sur-Lémance
- Saint-Georges
- Saint-Vite
- Sauveterre-la-Lémance
- Thézac
- Tournon-d'Agenais
- Trentels